# Santa Isabel (Katalonia)
Santa Isabel – opuszczona miejscowość w Hiszpanii, w Katalonii, w prowincji Girona, w comarce Alt Empordà, w gminie El Port de la Selva.